# Jumbulaya
Jumbalaya est un jeu de société ayant obtenu une récompense Mensa Select lors de l'édition 2008 à Phoenix pour son originalité, son esthétique et sa jouabilité. Créé par Julie Archer et Karl Archer, il est publié par Platypus Games.